# ジョアン・ピナ
ジョアン・ピナ（João Alexandre Ferreira de Pina 　1981年7月31日- ）はポルトガルのリスボン出身の柔道選手。階級は66kg級と73kg級。身長170cm。

## 経歴
2000年のヨーロッパジュニア66kg級で2位になった。2001年にはフランス国際で3位になった。2003年の世界選手権では準決勝でフランスのラルビ・ベンブダウに敗れると、3位決定戦でもキューバのヨルダニス・アレンシビアに技ありで敗れて5位にとどまった。2004年のアテネオリンピックでは準々決勝でアレンシビアに袖釣込腰で敗れるなどして7位に終わった。その後階級を73kg級に上げると、2007年のロシア国際で3位に入った。2008年の北京オリンピックでは2回戦で敗れた。2010年のグランプリ・デュッセルドルフで3位になると、ヨーロッパ選手権では優勝を飾った。さらに、地元で開催されたワールドカップ・リスボンとグランプリ・ロッテルダムでも優勝した。しかし、世界選手権では4回戦で敗れた。2011年にはヨーロッパ選手権で2連覇すると、グランドスラム・リオデジャネイロでも2位になったが、世界選手権では4回戦で敗れた。2012年のロンドンオリンピックでは初戦で敗れた。

## 柔道衣の振り回し行為を巡って
2004年のフランス国際で3位になった際に、ピナは嬉しさのあまり柔道衣を脱ぎ捨て、それをブンブン振りまわして観衆にアピールするという挙に出た。フアン・カルロス・バルコスらIJF理事がその行為を止めにかかると、ピナのコーチは反発して、｢彼は若いから仕方がない｣と弁護した。これに対してIJFは、“柔道精神に反する行為”としてピナを失格処分にした。
その後の会議ではオランダやその他の国のコーチたちから、「サッカーは基本的にああいうことも許されている。何で柔道だけだめなんだ」「柔道は教育的スポーツだが、今やっているのは勝負をかけたチャンピオンスポーツなんだから、そこのところを分けて考えるべきだ」「このような派手な行為を示すことでテレビも大きく取り上げるので、柔道の発展のためには大事なことじゃないのか」といった擁護意見が出された。
それに対してドイツやフランスのコーチなどから、「フランス国際の観衆の半分近くは子供たちだ。彼らが真似するようになったらどうする。我々の行いが子供たちに大きな影響を与えることを考えるべきだ」「柔道は柔道だ。サッカーとは違う。他がやっているから柔道もやるというのは許されない」「テレビが取り上げるといってもテレビ報道がすべて正しいとは限らない。マスコミが正しいということを信じるのは危険なことだ」といった反論が加えられた。結果として、後者の意見が妥当だと見なされることとなった。

## 主な戦績
66kg級での戦績
- 2000年 - ヨーロッパジュニア　2位
- 2001年 - フランス国際　3位
- 2003年 - 世界選手権　5位
- 2004年 - フランス国際　3位(後に失格)
- 2004年 - ヨーロッパ選手権　7位
- 2004年 - アテネオリンピック　7位

73kg級での戦績
- 2007年 - ヨーロッパ選手権　5位
- 2007年 - ロシア国際　3位
- 2008年 - チェコ国際　優勝
- 2010年 - グランプリ・デュッセルドルフ　3位
- 2010年 - ヨーロッパ選手権　優勝
- 2010年 - ワールドカップ・リスボン　優勝
- 2010年 - グランプリ・ロッテルダム　優勝
- 2011年 - グランドスラム・パリ　5位
- 2011年 - ヨーロッパ選手権　優勝
- 2011年 - グランドスラム・モスクワ　5位
- 2011年 - グランドスラム・リオデジャネイロ　2位